# Ahmed Izzet Furgaç
Ahmed Izzet Furgaç - abans de 1934 Izzet Paixà - (Bítola, Imperi Otomà, 1864- Istanbul, Turquia, 1937) fou un militar otomà, d'una família de notables albanesa o turca instal·lada a Macedònia. Va entrar a l'escola militar i ascendí en l'escalafó arribant a coronel el 1901, a general de brigada el 1905, de divisió el 1907, de cos d'exèrcit el 1908 i mariscal de camp el 1918. Des de 1913 fou ajuda de camp del sultà.
El 1902 va dirigir les operacions de pacificació de la rebel·lió drusa al Hauran. Després va supervisar la construcció del ferrocarril de l'Hedjaz i el 1903 va ser traslladat al Iemen com a cap d'estat major d'Ali Rıza Paşa (després gran visir) en la lluita contra els zaidites del Iemen, i després (1907) com a general de divisió a al-Hudayda, fins al 1908.
Després de la revolució de 1908 va tornar a Istanbul i fou nomenat cap d'estat major general però al cap d'un temps va tenir enfrontaments amb el ministre de la Guerra Mahmud Şevket Paşa i va demanar el trasllat (1910); revoltat l'imam Yahya al Iemen una altra vegada, va assetjar Sanà i a la mort del comandant otomà Abd Allah Pasha, Izzet el va substituir (febrer de 1911); va aconseguir fer aixecar el setge de la capital iemenita i signar un acord de pau a Daan pel qual l'imam era reconegut com a cap temporal i espiritual dels zaydites amb el privilegi de nomenar funcionaris locals en nom del sultà, i Yahya va reconèixer la supremacia del sultà i donava suport als otomans contra el rebel Sayyid Idris de la dinastia idríssida de Sabya. Va retornar a Istanbul el desembre de 1912.
Després del cop d'estat dels Joves Turcs de 23 de gener de 1913, se li va oferir el càrrec de generalíssim que va refusar (s'havia oposat al cop d'estat) però després va acceptar (30 de gener). Assassinat Mahmud Shewket Pasha, el juny va esdevenir ministre de la guerra. Va dirigir la Segona Guerra dels Balcans i va reconquerir Edirne (juliol de 1913) però com a generalíssim, deixant al ministre de marina, Čürüksulu Mahmud Pasha, interinament, els afers de la cartera de Guerra (fou aquest qui va signar l'acord per l'enviament d'una missió militar alemanya a Turquia dirigida pel general Otto Liman von Sanders).
El govern otomà el va proposar com a príncep d'Albània i va tenir alguns suports, però va refusar el càrrec. Al final de la guerra dels Balcans es va retirar i va passar en aquesta situació els dos primers anys de la I Guerra Mundial, però el 1916 va agafar el comandament del front rus o uns mesos abans els otomans havien patit una greu derrota a Sarikamish. Va aconseguir retardar l'avanç rus fins que la revolució a Rússia va aturar les operacions. Va participar llavors a les converses de pau de Brest-Litovsk amb Rússia i de Bucarest amb Romania.
Enfonsat el front sirià, el govern de Mehmed Talat Pasha va dimitir i com que Ahmed Tevfik Paşa no va poder formar govern, fou cridat al càrrec Izzet Pasha (14 d'octubre de 1918) que va presidir el govern al final de la guerra fins a l'11 de novembre de 1918, amb unionistes moderats, unionistes contraris a la guerra, i independents. Per demanar l'armistici va enviar al general Charles Townsend que havia estat fet presoner a Kut el 1916, al quarter general de l'almirall Sir Somerset Arthur Cough-Calthorpe, establert al port de Mudros, a l'illa de Lemnos. Els termes de l'armistici foren durs (es va signar el 31 d'octubre de 1918), però tot i així Izzet va ordenar no oposar cap resistència quan els britànics van seguir avançant després que l'armistici va entrar en vigor el 3 de novembre de 1918, i van ocupar Mossul i Iskenderun. A causa de la fugida dels caps del Comitè Unió i Progrés va dimitir el 8 de novembre de 1918 i l'11 fou substituït per un govern antiunionista presidit per Ahmed Tewfik Pasha.
El maig del 1919 va entrar al gabinet de Damat Ferid Paşa format el 4 de març de 1919, com a ministre sense cartera però el juliol va dimitir quan el govern va voler combatre els kemalistes. El 21 d'octubre de 1920 fou ministre de l'Interior en el gabinet d'Ahmed Tevfik Paşa i fou enviat (amb altres) a Mustafa Kemal per negociar un acord, però el cap rebel no els va voler rebre i a més els va retenir esperant que es passarien al seu bàndol, però ho van refusar i finalment van poder tornar a Istanbul el març de 1921 amb la promesa de dimitir dels seus càrrecs al govern. El juny de 1921 Tewfik va reorganitzar el govern i Izzet hi va tornar a entrar com a ministre d'afers Exteriors, cosa que li fou tirada en cara per Mustafa Kemal; va restar al càrrec fins al novembre de 1922 quan el govern d'Istanbul va quedar dissolt.
Es va retirar definitivament i va viure a Istanbul fins al 1937.